# アルファジェット (航空機)
ダッソー/ドルニエ アルファジェット
- 用途：軽攻撃機/高等練習機
- 製造者：ダッソー社/ドルニエ社
- 運用者：
  -  フランス（フランス空軍）
  -  ドイツ（ドイツ空軍）他
- 初飛行：1973年10月26日
- 生産数：480機
- 生産開始：1978年

ダッソー/ドルニエ アルファジェット (Dassault/Dornier Alpha Jet) は、フランスのダッソー社とドイツのドルニエ社が協同で開発した軽攻撃機および高等練習機である。

## 概要
1960年代、ヨーロッパの空軍は数十年後の必要条件を考慮しはじめた。その結果、T-33 シューティングスターとフーガ・マジステールといった、旧式化したジェット訓練機を新世代機で代替することが必要とされた。これがダッソー/ドルニエ アルファジェットとBAE ホークであった。販売では当初こそアルファジェットが優位に立ったものの、最終的には競争に勝ったのはBAE ホークであった。しかし、アルファジェットのほうも、1992年の生産終了まで500機近くが生産され、数十カ国で採用されている。2008年にはGoogle創業者のラリー・ペイジとセルゲイ・ブリンが所有するプライベートカンパニーが中古を購入したことで話題となった。

## 経緯

### 開発
1960年代初頭、イギリスとフランスは超音速ジェット軽攻撃機/練習機を共同で開発しはじめた。この共同開発でSEPECAT ジャギュアが誕生したが、フランスが望んだ軽攻撃機とは言いがたく、空虚重量は小型戦闘機クラス、機体サイズは中型戦闘機クラスに達する。練習機として使用するにも過剰性能かつ高価であったが、コストパフォーマンスを高める苦肉の策として、フランスのジャギュアは複座を利用した機種転換機としても運用されていた。このような経緯から、フランスは西ドイツに対して新たな機体の共同開発を持ちかけることになる。1968年に共同仕様書が作成され、翌年には、それぞれ自国での組み立てや200機の購入などを盛り込んだ協定が結ばれた。
なお、ジャギュアの練習機としての運用を主眼としていたイギリスでも、その高すぎるスペックおよびコストに不満があり、より経済性を重視した新型機開発の機運が高まっていた。そして、試作機を作らず先行量産型を試験運用に充てるなど徹底した経費節減策を導入して完成させたのが、のちに世界的なベストセラー練習機となるBAe ホークである。
3つのメーカー・グループから提案がなされ、ダッソー/ブレゲー/ドルニエはTA501、SNIAS/MBBはE.650 ユーロトレイナー、VFW-フォッカーはVFT-291をそれぞれ提案した。すべてがフランスのSNECMA/チュルボメカ製ラルザックターボファンエンジンを2基搭載することができた。西ドイツ空軍は自国が保有するF-104 スターファイターがエンジンを1基しか搭載しておらず、不慮の事故によって多数の機体を損耗するという事態が起きたことを踏まえ、練習機には2基のエンジンを搭載するべきだと要求した。1970年、ブレゲー 126とダッソー P.375のコンセプトを統合して開発されたTA501が採択され、1972年にダッソー/ブレゲーとドルニエに対して開発が承認された。それぞれの国で試作機が2機ずつ製作された。1973年10月にイストルでダッソーが製作した試作機が初飛行を行い、ドルニエが製作した試作機は翌年の1月にオーバーパッフェンホーフェンで初飛行した。また、残りの試作機も1974年中に完成した。その後、4機の試作機は検証機として使用され、当時の先進技術であったグラファイト・エポキシ複合翼の評価のほか、パワープラントのラルザックエンジンの派生型改良に貢献した。

### 配備

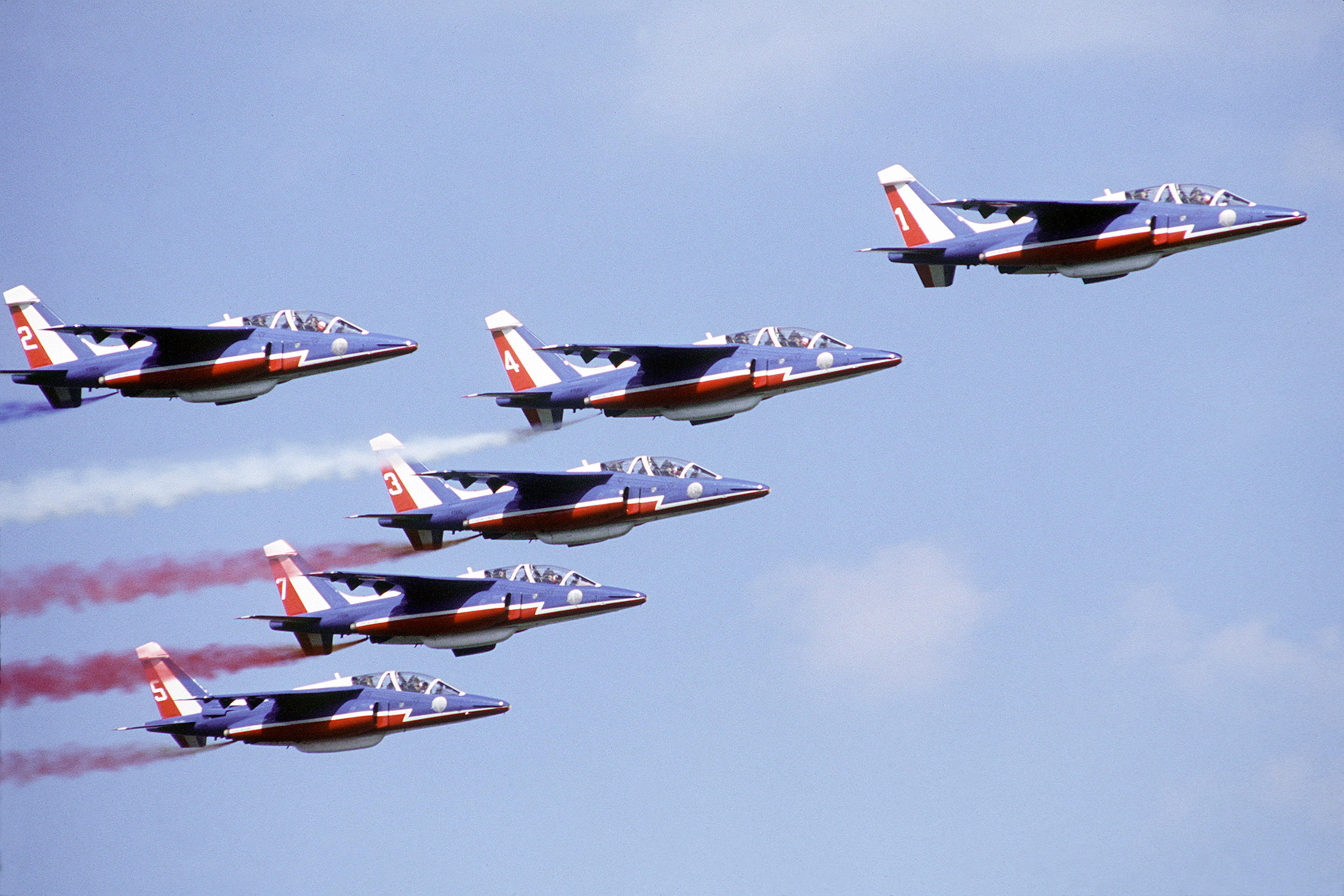
1988年、エアショーに参加するフランス空軍アクロバットチーム「パトルイユ・ド・フランス」のアルファジェット

フランス空軍は主力練習機としてアルファジェットを運用することを決定し、フランス向けに生産されたアルファジェットは1978年11月4日に最初の飛行を行った。このフランス向けの派生型はアルファジェット Eかアルファジェット高等練習/軽攻撃機と呼ばれ、Eはフランス語で学校 (Ecole) を意味する。1978年に生産型アルファジェットがフランス空軍に届き、1979年5月に配備が開始された。本機は兵装訓練機のダッソー ミステール IVAとジェット練習機のカナディア T-33と交代した。計画では200機の生産であったが、フランス空軍に引き渡されたアルファジェットは1985年までに176機であった。
西ドイツ空軍は、天候の不安定な西ドイツ領土・領空で訓練を行うよりも、日照に恵まれたアメリカ南西部で米軍も運用しているT-38 タロン練習機を用いた飛行訓練を続けることを選択し、軽攻撃機の役割にアルファジェットを運用することに決めていた。初の西ドイツ向け量産型アルファジェットは、1978年4月12日に最初の飛行を行った。西ドイツの派生型はアルファジェット Aかアルファジェット 戦術支援機と呼ばれ、Aは戦術支援 (Appui Tactique) または戦術打撃 (Tactical Strike) 任務向けの習慣で称される。フィアット G.91R/3と交代させるため175機が1983年まで西ドイツ空軍に引き渡された。輸出はフランス向けのE型が中心となったが、冷戦終結とドイツ再統一に伴う軍縮でドイツ空軍を退役したA型もポルトガルなど数か国に、中古の練習機として輸出されている。

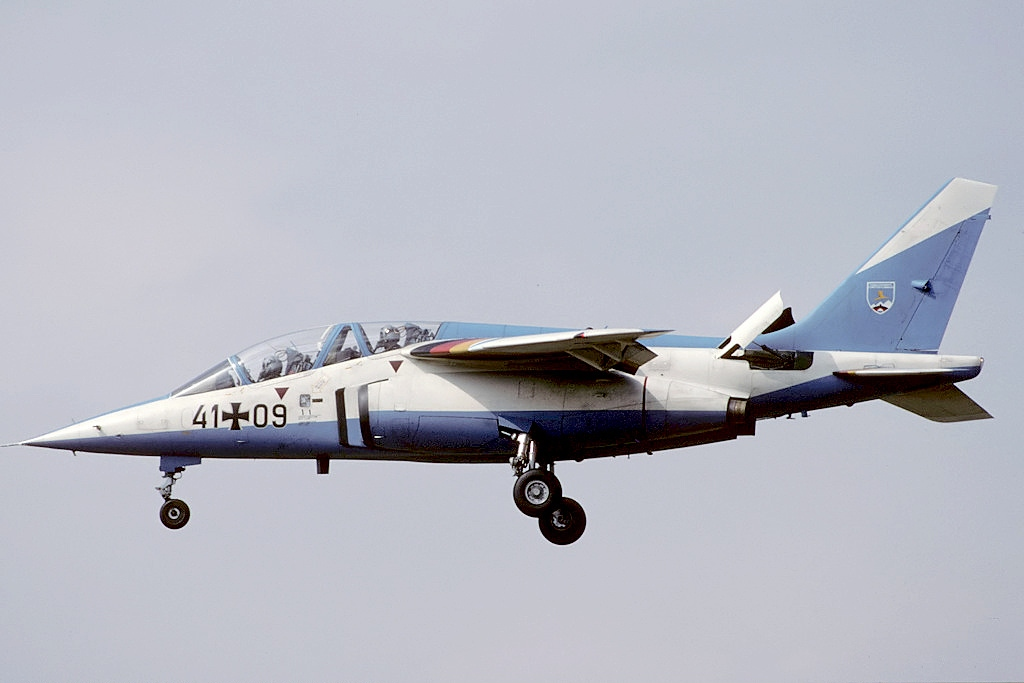
1991年、イギリスのグロスターシャー州フェアフォード空軍基地で着陸態勢に入るドイツ空軍のアルファジェット

アルファジェットはフランスとドイツでそれぞれ製造されたが、各々の国にある工場が最終的な組み立てと検査を実行しており、モジュールや部品の製造も2か国で分けられた。基本設計こそ共有しているものの運用思想は独仏で大きく分かれており、また搭載しているアビオニクスも異なるため、アルファジェットがフランスとドイツのいずれかで生産されたかは見分け方が容易である。練習機としての運用を主眼としたフランスの機体は緩やかなスピン特性を持たせるべく丸みを帯びた機首を特徴としており、両側面の小型ストレーキによって垂直尾翼の効きを確保している。一方、軽攻撃機としての仕様を強く意識しているドイツの機体は鋭く尖った機首を持つ。

## 海軍型アルファジェット

### アメリカ海軍のためのVTXプログラム
1970年代中盤より、アメリカ海軍は新しいジェット艦上練習機を求めていた。これはTA-4高等練習機と旧式化したT-2 バックアイ中間練習機の二つの役割を統合する計画であり、VTX-TS（Next Trainer-Training System)計画と呼称され、1978年より開始された。
ダッソーとドルニエはアルファジェットAの海軍バージョンを提案し、ロッキードが2社との提携を望んだ。
1978年7月24日、ロッキードとAMD-BA（Avions Marcel Dassault-Breguet Aviation）＆ドルニエの間で協定が取り交わされた。
ロッキードが契約を勝ち取った場合、350機の生産を米国とAMD-BAで分担するというものであった。
また、チュルボメカ／SNECMAラルザックエンジンの生産はオハイオのテレダインCAE社が担当する事になった。
機体にはいくつかの変更が求められた。
- 空母で運用するための、ノーズギアへのランチバーの追加
- 改造したノーズギアを収納するための、空力特性が変わらない範囲での機首の大型化と延長
- 降着装置の強化とそれに伴う機体下面構造の変更
- アレスティングフック（これは既に装備されており、部分的に解決していた）

1980年9月8日から25日の間、スペシャルカラーに彩られたアルファジェットA58（F-ZVAB）が米国を訪問した。
A58の飛行時間は18日間で88回、100時間を超え、67人の米軍パイロットが搭乗した。
デモツアーの期間中、米軍のパイロットは従来機種との燃費の比較を進めており、結果、T-2C・TA-4F両機種に対して約2倍の燃費効率の良さが実証された。
地上での着艦シミュレーションではその安定性が評価された。片発での操縦性も申し分無いとされた。
選定において、アルファジェットは、ノースアメリカン/ロックウェル T-2発展型、アエルマッキ MB-339、GD案、グラマン＆ビーチ案、ノースロップ＆ヴォート案に勝ち抜き、残るライバルはマクドネル・ダグラス/BAe ホークだけであった。
1981年11月、アメリカの産業政策上の理由から、最終的に選ばれたのはホークであった。

### フランス海軍型アルファジェット
1980年代に入ると、フランス海軍は1960年から訓練飛行隊で使用されてきたCM.175 ゼフィールの後継機40機の取得を計画した。
ダッソー社は、VTX案をアルファジェットM1～3として、1986年と1988年に提案した。
海軍型アルファジェットには、強化された脚周り、アレスティングフック、SNECMAチュルボメカ・ラルザック04-C6/20（空軍型アルファジェットの13％増しの推力を有していた）を装備する予定であった。
1979年から海軍戦闘機パイロットは、訓練過程で空軍のアルファジェットEを使用していたので、海軍型アルファジェットはふさわしいと思われた。
1991年6月、フランス海軍はマクドネル・ダグラスによるT-45 ゴスホークの仏海軍仕様（2基のCRTを持つ新型コックピット、GPS、レーザーセンサー、20mmガンポッドの装備）を検討した。
1994年にゼフィールが退役すると、フランス海軍は高価な新型練習機の導入を諦め、1999年10月から米国メリディアン海軍基地でのTA-4JとT-45Cを使用した訓練に切り替えた。

## 派生型
アルファジェット A
ドイツが運用した攻撃機型。
アルファジェット E
フランスが運用した練習機型。
アルファジェット 2
対地攻撃を可能にしたアルファジェット Eの発展型。開発当初はアルファジェット NGAEと呼ばれ、次世代支援・訓練 (フランス語: Nouvelle Generation Appui/Ecole, 英語: New Generation Attack/Training) を意味する。
アルファジェット MS1
エジプト向けに作られた近接支援型。
アルファジェット MS2
改良型。アビオニクスの更新、エンジンのアップグレード、マジック空対空ミサイルの搭載、ランシエグラスコックピットの採用。
アルファジェット ATS (Advanced Training System)
多機能制御機器とグラスコックピットを採用し、次世代と最新の戦闘機の航法と攻撃システムを訓練できる。この派生型はアルファジェット  3やランシエ (Lancier) とも呼ばれるが、注文がまったくなかったため量産されていない。

## 採用国
- ベルギー： ベルギー空軍（アルファジェット E）
- カメルーン： カメルーン空軍（アルファジェット MS2）
- コートジボワール： コートジボワール空軍 （アルファジェット E）
- エジプト： エジプト空軍（アルファジェット MS2およびE）
- フランス： 2024年時点で、フランス航空宇宙軍が45機のアルファジェットを保有[3]。
- ドイツ： ドイツ空軍（アルファジェット A）
- モロッコ： 2024年時点で、モロッコ空軍が19機のアルファジェット Eを保有[4][5]。
- ナイジェリア： ナイジェリア空軍（アルファジェット E）
- ポルトガル： ポルトガル空軍（アルファジェット A）
- カタール： カタール空軍（アルファジェット E）
- タイ： タイ空軍（アルファジェット A）
- トーゴ： トーゴ空軍（アルファジェット E）

## 仕様
諸元
- 乗員: 1-2名
- 全長: 13.23 m （43 ft 4.9 in）
- 全高: 4.19 m （13 ft 9 in）
- 翼幅: 9.11 m（29 ft 11 in）
- 翼面積: 17.5 m2 （188 ft2）
- 空虚重量: 3,515 kg （7,750 lb）
- 運用時重量: 5,000 kg （11,000 lb）
- 最大離陸重量: 8,000 kg （18,000 lb）
- 動力: SNECMA/チュルボメカ ラルザック 04-C6 ターボファンエンジン、13.2 kN （3,000 lbf）  × 2

性能
- 最大速度: 994 km/h （537 kt, 621 mph）
- 航続距離: 2,780 km （1,500 nm, 1,740 mi）
- 実用上昇限度: 13,700 m （50,000 ft）

武装
- 搭載量 最大 2,500 kg、ハードポイント 5箇所 (機体下面中央 (ガンパック/ガンポッド用)× 1、主翼下面× 4)
  - 27 mm マウザー BK-27 機関砲 (120発)× 1 または 30 mm DEFA 機関砲 (150発)× 1
  - ロケット弾
    - SNEB 68 ㎜ロケット弾 18発入り マトラ ロケットポッド× 2 または 70 mm ロケット弾 19発入り CRV7 ロケットポッド× 2

  - ミサイル
    - AGM-65 マーベリック× 2
    - AIM-9 サイドワインダー× 2
    - マトラ マジック II× 2

  - 爆弾
    - 各種爆弾類
    - ハンティング BL755 クラスター爆弾ユニット

  - 燃料タンク
    - 310 L 増加燃料タンク× 2

## 登場作品
・「大戦略」シリーズ
・WarThunder
Update 2.43 “Storm Warning”にて日本空軍ツリーにA型が実装された。
・The Crew Motorfest
4/30に新カテゴリー「JET」として、通常版とレッドブルカラーが追加された。